# Ојеждеа (Алба)
Ојеждеа (рум. Oiejdea) насеље је у Румунији у округу Алба у општини Галда де Жос. Oпштина се налази на надморској висини од 240 m.

## Становништво
Према подацима из 2002. године у насељу је живело 905 становника.

### Попис2002.
| Расподела становништва по националности 2002.‍ | Расподела становништва по националности 2002.‍ | Расподела становништва по националности 2002.‍ | Расподела становништва по националности 2002.‍ | Расподела становништва по националности 2002.‍ |
| --------------------------------------------- | --------------------------------------------- | --------------------------------------------- | --------------------------------------------- | --------------------------------------------- |
|                                               |                                               |                                               |                                               |                                               |
| Румуни                                        | Румуни                                        |                                               | 400                                           | 44,2%                                         |
| Мађари                                        | Мађари                                        |                                               | 489                                           | 54,1%                                         |
| Роми                                          | Роми                                          |                                               | 9                                             | 1,0%                                          |
| Немци                                         | Немци                                         |                                               | 6                                             | 0,7%                                          |